# Фудзивара-но Митинага
Фудзивара-но Митинага (яп. 藤原 道長, 966 — 3 января 1028) — японский аристократ, государственный деятель эпохи Хэйан, регент, в течение более чем двадцати лет фактический правитель Японии. Регентство Митинаги стало вершиной могущества клана Фудзивара. Именно в это время наиболее ярко проявились такие характерные черты хэйанской эпохи, как отстранение императоров от реальной власти, всевластие регентов из рода Фудзивара, обособление столицы от остальной страны, небывалый взлёт культуры в среде придворной аристократии, появление и расцвет литературы на японском языке. Как и все остальные регенты, Митинага использовал родственные связи с императорами, особенно браки дочерей, как фундамент собственной власти. Он был отцом четырёх императриц, дядей двух императоров и дедом ещё двух.

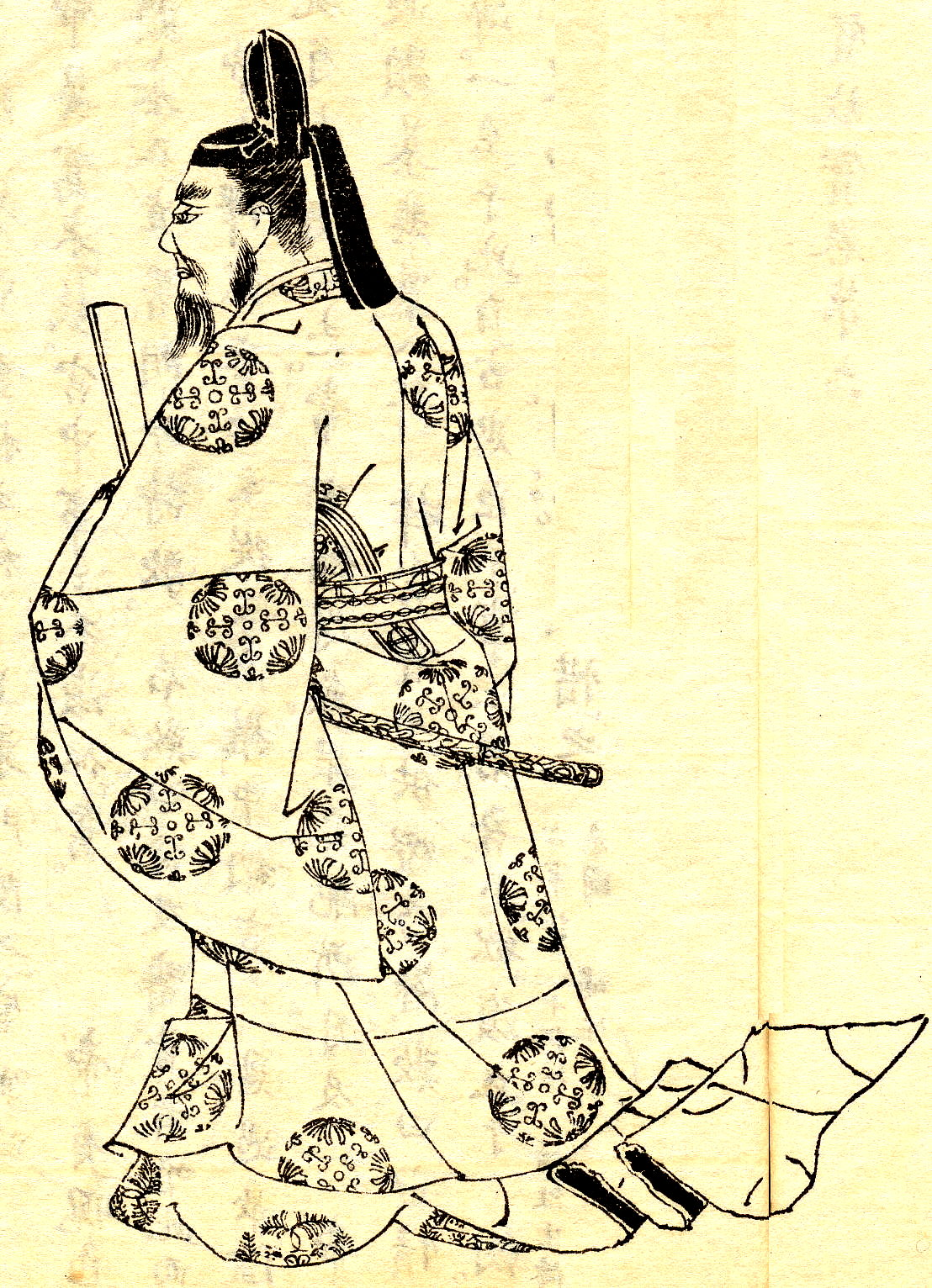
Фудзивара но Митинага. Гравюра художника Кикути Ёсая.

Фудзивара-но Митинага был четвёртым или пятым сыном регента Фудзивары-но Канэиэ и его жены Токихимэ, дочери Фудзивары-но Накамасы. Двое из его братьев были регентами, две сестры — императрицами. Как младший из братьев, Митинага не играл видной роли при дворе до 995 года, когда от болезней скончались два его старших брата, Мититака и Митиканэ. После этого завязалась борьба между Митинагой и Фудзиварой-но Корэтикой, сыном Мититаки, из которой первый вышел победителем. Заняв в 996 году посты левого министра (садайдзин) и императорского секретаря (найран) и будучи братом Сэнси, матери царствующего императора Итидзё, Митинага стал наиболее влиятельной персоной при дворе.
У императора Итидзё уже была жена, императрица Тэйси (Садако), дочь Мититаки, однако это не остановило Митинагу. Он объявил, что два традиционных титула императрицы — тюгю и кёгё — являются в принципе независимыми и потому могут принадлежать разным особам. Используя своё влияние на Сэнси, Митинага заставил Итидзё жениться повторно, сделав свою дочь второй императрицей, Сёси (Акико). И Корэтика, и Митинага стремились упрочить положение своих ставленниц, делая их окружение как можно более блестящим. Достаточно сказать, что крупнейшие писательницы периода Хэйан Мурасаки Сикибу и Идзуми-сикибу служили при дворе императрицы Сёси, а Сэй Сёнагон была фрейлиной императрицы Тэйси. В конце 1000 года императрица Тэйси умерла родами, и власть Митинаги стала безраздельной. Хотя он и не занимал официально пост регента при взрослом императоре — кампаку, Митинага фактически единолично правил страной.
После отречения императора Итидзё на престол взошёл император Сандзё. Его матерью была сестра Митинаги, однако она рано умерла, кроме того, Сандзё занял трон, когда ему было уже за тридцать. Как следствие, он был относительно независим от Митинаги и пытался принимать собственные решения. В 1016 году Митинага заставил Сандзё отречься от трона, после чего императором стал восьмилетний Го-итидзё, сын Сёси. С 1016 по 1017 год Митинага занимал пост сэссё, регента при малолетнем императоре. Наследником престола был объявлен старший сын Сандзё, однако Митинага заставил его отречься в пользу другого сына Сёси, который впоследствии и занял трон под именем императора Го-Судзаку. В 1019 году Митинага постригся в буддийские монахи и построил монастырь Ходзёдзи. Пост регента он передал своему сыну, Фудзиваре-но Ёримити, которого полностью контролировал.

## Мидо Кампакуки
Митинага оставил дневник «Мидо кампакуки» (яп. 御堂関白記), являющийся одним из важных источников информации о придворной жизни периода Хэйан. С камбуна «мидо кампакуки» можно перевести как «Записки канцлера из павильона Мидо». Однако это название появилось в период Эдо (1603—1868 гг.) и является в некоторой степени ошибочным, потому что на протяжении своей карьеры Митинага никогда не занимал должности великого канцлера. «Мидо кампакуки» охватывает период с 998 по 1020 годы, однако в рамках этого периода есть очень важные лакуны: в конце 998, с конца 1000 по 1003, 1014, а записи годов 1019 и 1020 редки и коротки. События тех лет восстанавливают по дневникам Фудзивара Юкинари «Гонки» (яп. 権記) и Фудзивара Санэсукэ «Сёюки» (яп. 小右記). Описание невиданного могущества Митинага занимает значительное место в известнейших памятниках эпохи Хэйан в жанре «исторического повествования» (рэкиси моногатари), описывающих историю дома Фудзивара: «Великое зерцало» (яп. 大鏡 О:кагами) и «Повесть о расцвете» (яп. 栄花物語 Эйга моногатари)
Расцвет эпохи Хэйан стал и началом её упадка. В этой связи целым рядом исследователей отмечается, что времена правления Фудзивара Митинага стали, пожалуй, последним ярким взлётом придворной культуры раннего средневековья в Японии. Т. Л. Соколова-Делюсина высказала предположение, что без материальной поддержки Митинагой писательниц эпохи, созданные ими шедевры «Повесть о Гэндзи», «Дневник Идзуми-сикибу» и «Записки у изголовья» могли бы не сохраниться до наших дней.
Во многом, справедливо считать, что могущество дома Фудзивара было подорвано появлением политической практики «инсэй» (правление «отрёкшихся императоров», передававших престол сыновьям, но сохранявших фактическую власть в лице главы буддийской церкви). Усиление крупных феодальных домов и переход власти от столичной аристократии к самурайскому сословию обозначили гибель эпохи.